# Showcase Presents
Showcase Presents  é uma linha editorial da editora americana DC Comics. É considerada o equivalente da editora à linha Essential da Marvel Comics e consiste na publicação de volumes encadernados em brochuras e preto e branco, cada volume possui aproximadamente 500 páginas em preto e branco impressas em papel jornal. A linha é uma alternativa mais barata aos encadernados de capa dura publicados pela Editora. Os primeiros dois volumes foram lançados em Outubro de 2005, os volumes eram dedicados as histórias da Era de Prata dos Quadrinhos do Superman e do Lanterna Verde.

## O nome
O nome Showcase é uma homenagem a uma antologia da DC Comics, revista que foi o marco da Era de Prata, influenciado pela ficção científica, o editor Julius Schwartz encomendou novas versões de heróis da Era de Ouro Flash e Lanterna Verde, o novo Flash surgiu em Showcase #4 (outubro de 1956) e o novo Lanterna Verde em Showcase #22 (1959)

## No Brasil
Foram publicados no país dois títulos da linha Showcase Presents, o primeiro título Showcase publicado foi "Jonah Hex - Showcase" pela Opera Graphica em 2006. e o segundo Arquivo DC - Liga da Justiça publicado em Setembro de 2007 pela Panini Comics. A publicação de títulos dessa linha tornaram-se inviáveis, por conta dos custos de produção (tradução, letreiramento, etc), o preço de um encadernado preto e branco não costuma ficar muito abaixo de uma edição colorida.